# Coresi

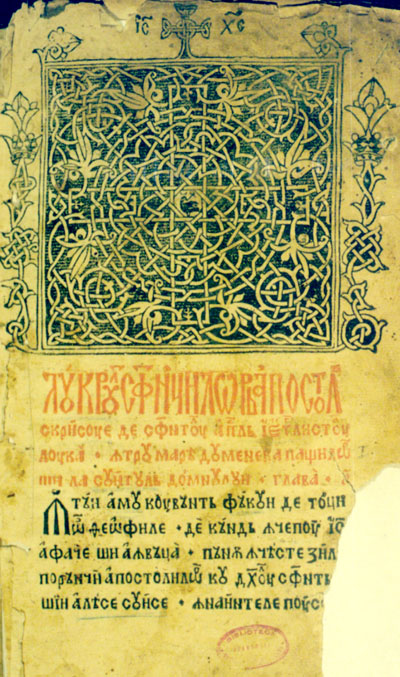
Apostol, 1566, de Coresi.

Coresi (cunoscut și ca Diaconul Coresi) (n.  ?, Cucuteni, România – d. 1583, Brașov, Principatul Transilvaniei) a fost un diacon ortodox, traducător și meșter tipograf român originar din Târgoviște. Este editorul primelor cărți tipărite în limba română. A editat în total circa 35 de titluri de carte, tipărite în sute de exemplare și răspândite în toate ținuturile românești, facilitând unitatea lingvistică a poporului român, dar și apariția limbii române literare.

## Biografie
Coresi este originar din satul Cucuteni, județul Dâmbovița. Și-a început activitatea tipografică la Târgoviște. În 1559-1560 s-a stabilit definitiv la Brașov, unde i s-a oferit posibilitatea de a tipări nu doar în limba slavonă, ci și în limba română, fapt imposibil la vremea respectivă în Țara Românească, din cauza opoziției Mitropoliei Ungrovlahiei. Tipăriturile lui, apărute în mare parte la Brașov între 1556 și 1583 sub influența curentelor de reformă religioasă luterană și calvină răspândite atunci în Transilvania, sunt adevărate „monumente” de limbă veche românească, importante și prin predosloviile scrise de el, în care se ridică pentru prima oară, cu hotărâre și claritate, problema introducerii limbii românești în cultul religios. Tipăriturile lui Coresi utilizau graiul din Țara Românească și sud-estul Transilvaniei și au avut o mare importanță pentru evoluția și unificarea limbii române. Ele au stat la baza formării limbii române literare.
El este dâmbovițean, „ot Târgoviște”, cu rădăcini adânci „în acel sat românesc de pe valea Ialomiței numit Cucuteni, județul Dâmbovița, și nu Cucuteni din județul Buzău”, scrie prof. Mihai Gabriel Popescu despre cel care a făcut să pătrundă pe tot cuprinsul pământului românesc tipărituri în limba română, ajutând la formarea unei limbi literare unitare
Cărturar, tipograf și editor din secolul al XVI-lea, diaconul Coresi a făcut obiectul a sute de studii, printre care și cele ale profesorului dâmbovițean Mihai Gabriel Popescu. Ele au privit originea și biografia sa: “Unii l-au considerat grec (n.n. - Al. Odobescu, Nicolae Iorga), alții armean, macedo-român, român (Stoica Nicolaescu, P.P. Panaitescu). Personal credem că onomasticul acesta derivă din latinescu Nicolas (Nicolae), Necora, Nicor, Nicoară, Nicore ș, Nicoresi, Nicoreasă, Coresi, Coresie, Coreasă etc., unele dintre onomastice întâlnite și astăzi ca și toponimele”.
De asemenea, se mai menționa: “Mai toate limbile au cuvântul lui Dumnezeu în limba lor, numai noi, românii n-avem” - aceasta fiind o dovadă clară a faptului că e de origine română, precizează prof. M.G. Popescu.
„Numele de Coresie apare încă din 1525, septembrie 8 (…) pe un hrisov al lui Radu de la Afumați, emis din Târgoviște, prin care întărea episcopiei Buzău țigani, mori, pește, miere, grâu, vin, o cărășie, scris de «și eu Coresi diac, care am scris în cetatea de scaun Târgoviște, luna septembrie 8 zile, și de la Adam ani curgători 7034/1525”. Coresi a mai scris hrisoavele din 1527 și 1528, tot din Târgoviște, urmate de cele din anii 1529, 1531, 1532-1535 semnate “păcătosul și cel mai mic Coresi care am scris această carte. Eu, Coresi logofătul am scris în scaunul orașului Târgoviște (…). Coresi scriitorul sau simplu Coresi”.
În studii documentate, prof. M.G. Popescu ajunge la concluzia: „Permanența familiei pe meleagurile dâmbovițene - Cucuteni - Târgoviște - Cucuteni, de peste 150 de ani (atestată documentar, este mult mai mare în timp) a familiei Coresi ne îndreptățește să credem că ilustrul tipograf, diaconul Coresi, care a făcut să pătrundă pe tot cuprinsul pământului românesc tipărituri în limba română, ajutând la formarea unei limbi literare unitare, este dâmbovițean, ot Târgoviște, cu rădăcini adânci în acel sat românesc de pe valea Ialomiței numit Cucuteni, județul Dâmbovița, și nu Cucuteni din județul Buzău”.

## Activitatea
Coresi a învățat arta tiparului la Dimitrie Liubavici și a folosit apoi între anii 1556-1557 litera de rând a tipografiei lui Dimitrie Liubavici, pentru a imprima Octoihul mic la Brașov. După ce a tipărit această primă carte, a fost chemat de domnitor la Târgoviște unde, în anii 1557-1558, în colaborare cu 10 ucenici, a tipărit un Triod-Penticostar, bogat ilustrată cu xilogravuri. Johann Benkner, judele Brașovului, împreună cu negustorul Lucas Hirscher, l-a convins să revină la Brașov, unde funcționa o moară de hârtie care producea suficientă hârtie pentru tipar. Până la decesul lui Johanes Benkner, survenit în 1565, Coresi a tipărit la comanda sa cărți în limbile slavonă și română. În 1564, Coresi a realizat tipărituri în limba română la comanda nobilului maghiar Forró Miklós. După anul 1569 se pare că a început tipărească lucrări la propria alegere, fiind considerat tipograf editor.

## Opera
Coresi a deprins tehnica tiparului de la Dimitrije Ljubavić, care lucra pentru Mitropolia Ungrovlahiei. A tipărit primele cărți în limba română Tetraevanghelul (1561) - o traducere din Noul Testament a celor patru evanghelii, Întrebare creștinească (lucrare cunoscută și sub numele de Catehism, apărută în 1560 — studiile mai vechi îl datează 1559), Liturghierul (1570), Psaltirea (1570). Cărțile erau întrebuințate atât în biserică cât și la școală.

## Despre limbă
În 1913, Dr. Ioan Bălan publica un articol în care constata următoarele:
Celce va ceti cu băgare de seamă cărțile bisericești traduse de Coresi, se vă mira foarte mult, când va vedeà, că alături de nenumăratele slavonisme, câteva ungurisme și o mulțime de fraze și construcțiuni cu totul străine de firea limbii românești, se mai află și mai multe cuvinte de origină latină, cari astăzi nu fac parte din tezaurul limbii, și cari se par foarte ciudate alăturia de atâtea străinisme.
În continuare îl cita pe Alexandru Odobescu: Văzând acest lucru, „ar puteà să-și pună cineva întrebarea, dacă aceasta e chiar limba românească, astfel cum o vorbeau pământenii, într’unul oarecare din ținuturile românești, cu vre-o doi secoli și jumătate înapoi? Sau, dacă este numai o cercare nedibace a unui străin, puțin cunoscător al graiului obișnuit printre Români, și luptându-se trup la trup, fără deprinderi pregătitoare, cu un text slavon adese turbure și îndoios?” 

## Tiparul
Munca de tipar consta din xilogravură și necesita eforturi deosebite. Fiecare pagină trebuia sculptată în lemn. Pentru aceasta Coresi folosea 10-20 de ucenici, pe care îi amintea în prefața cărților editate de el.
O replică modernă a tiparniței lui Coresi este expusă astăzi la Muzeul „Prima școală românească” din Brașov.

## Tipărituri (selecții)
Datele sunt stabilite potrivit ; cf. .

### În slavonă
- Octoihul mic (1557)[10]
- Triodul-Penticostar (1558, la Târgoviște)
- Triodul de post (1578)
- Tetraevanghelul slavonesc (1562); (1579); (1583)
- Slujebnicul slavonesc (1568)
- Sbornicul slavonesc (1569); (1580)
- Octoihul mare (1574-1575)
- Psaltirea slavonă (1568-1570); {1572-1573)

### În română
- Întrebare creștinească sau Catehismul (cca 1560); studiile mai vechi propun anul 1559[11]
- Tetraevanghelul românesc sau Evangheliarul[12] (1561)
- Pravila sfinților părinți (1560-1562)
- Apostolul românesc (1566), datat anterior 1563
- Tâlcul evangheliilor  sau Cazania I (cca 1567), datat anterior 1564
- Molitvenic rumânesc, tipărit ca anexă la Cazania I (cca 1567), datat anterior 1564
- Psaltirea (1568)
- Psaltirea românească (1570)
- Liturghierul românesc (1570)
- Psaltirea slavo-română (1577)
- Evanghelia cu învățătură sau Cazania a II-a sau Carte cu învățătură[13] (1581)